# داگلاس ای-۲۰ هاوک
داگلاس ای-۲۰ هاوک (به انگلیسی: Douglas A-20 Havoc) یک هواپیمای ساختِ کارخانهٔ شرکت هواپیماسازی داگلاس در کشور ایالات متحده آمریکا است که در سال ۱۹۳۹–۱۹۴۴ ساخته شد. نخستین استفاده‌کنندهٔ این هواپیما نیروی هوایی ارتش ایالات متحده آمریکا بوده‌است. این هواپیما برای نخستین بار در ۲۳ ژانویه ۱۹۳۹ میلادی مورد استفاده قرار گرفت.